# Ottavio Farnese
Ottavio Farnese, hertig av Parma, född 9 oktober 1521 i Valentano, död 18 september 1586, var en italiensk furste. Han var sonson till påven Paul III och son till Pierluigi Farnese och Gerolama Orsini, och blev själv far till Alessandro Farnese, hertig av Parma och Piacenza.
Farnese var gift med Karl V:s illegitima dotter Margareta av Parma, som senare blev ståthållare över Nederländerna.